# 運動論的方程式
運動論的方程式（うんどうろんてきほうていしき、kinetic equation）は、流体を構成する粒子の集団的運動状態の振る舞いを記述する方程式。統計力学の基本となる方程式の一つである。平衡状態に限らず、非平衡状態（特に熱伝導、電流、拡散などの輸送現象）も記述する。

## 一般形
時刻 t における速度分布関数 f(x, v, t) を考える。ここで、x, v はそれぞれ位置、速度で、f(x, v, t)dxdv は位相空間の微小体積要素 dxdv 内の粒子数を表す。するとこの速度分布関数の時間発展は
{\displaystyle {\frac {\partial f}{\partial t}}+{\boldsymbol {v}}\cdot {\frac {\partial f}{\partial {\boldsymbol {x}}}}+{\frac {\boldsymbol {F}}{m}}\cdot {\frac {\partial f}{\partial {\boldsymbol {v}}}}=\left.{\frac {\partial f}{\partial t}}\right|_{\mathrm {coll} }}
の形の方程式により定まる。ここで m は粒子の質量、F は外力で、右辺は粒子間の衝突の効果を表し、衝突項と呼ばれる。
この形の方程式を運動論的方程式という。そして右辺の衝突項としてボルツマンの衝突項を用いたものがボルツマン方程式である。

## 導出
時刻 t に (x, v) にあった粒子は時刻 t + dt には (x′, v′) に移る。ここで x′ = x + vdt, v′ = v + (F/m)dt、そして微小体積要素 dxdv は dx′dv′ へ移行する。
粒子間の衝突がない場合は、粒子とともに動く体積要素内の粒子数は変化しないので、f(x′, v′, t + dt)dx′dv′ − f(x, v, t)dxdv = 0  が成り立つ。すなわち、
{\displaystyle f({\boldsymbol {x}}+{\boldsymbol {v}}\mathrm {d} t,{\boldsymbol {v}}+{\frac {\boldsymbol {F}}{m}}\mathrm {d} t,t+\mathrm {d} t)\,\mathrm {d} {\boldsymbol {x'}}\,\mathrm {d} {\boldsymbol {v'}}-f({\boldsymbol {x}},{\boldsymbol {v}},t)\mathrm {d} {\boldsymbol {x}}\,\mathrm {d} {\boldsymbol {v}}=0}
衝突を考慮すると、衝突によるdt 間の粒子数の変化は dxdvdt に比例すると考えられるので
{\displaystyle f({\boldsymbol {x}}+{\boldsymbol {v}}\mathrm {d} t,{\boldsymbol {v}}+{\frac {\boldsymbol {F}}{m}}\mathrm {d} t,t+\mathrm {d} t)\,\mathrm {d} {\boldsymbol {x'}}\,\mathrm {d} {\boldsymbol {v'}}-f({\boldsymbol {x}},{\boldsymbol {v}},t)\mathrm {d} {\boldsymbol {x}}\,\mathrm {d} {\boldsymbol {v}}=\left.{\frac {\partial f}{\partial t}}\right|_{\mathrm {coll} }\mathrm {d} {\boldsymbol {x}}\,\mathrm {d} {\boldsymbol {v}}\,\mathrm {d} t}
と書くことが出来る。ところで一般に体積要素は時間とともに形は変わるが、体積は変わらないことが容易に示される。すなわち dx′dv′ = dxdv。これを用いて上の式を dt で展開して整理すると、
{\displaystyle {\frac {\partial f}{\partial t}}+{\boldsymbol {v}}\cdot {\frac {\partial f}{\partial {\boldsymbol {x}}}}+{\frac {\boldsymbol {F}}{m}}\cdot {\frac {\partial f}{\partial {\boldsymbol {v}}}}=\left.{\frac {\partial f}{\partial t}}\right|_{\mathrm {coll} }}
を得る。これが運動論的方程式である。

## 衝突項
上記の方程式は右辺の衝突項を具体的に与えないと解くことができず、役にたたない。衝突項は厳密には（1体）速度分布関数だけでは書くことが出来ず、2体分布関数の知識が必要なので問題が閉じないが、適当な近似を使って1体分布関数を用いて書き下すことにより近似的に閉じさせることができる。ここではそのうちの典型的なものの解説を行う。

### ボルツマンの衝突項
粒子密度が小さければ、粒子間の相互作用は2体間の衝突だけが効くと考えられる。こうした2体衝突の効果を出来るだけ精確に取り入れたものがボルツマンの衝突項であり、それを右辺に持つ次の方程式がボルツマン方程式である。
{\displaystyle {\frac {\partial f}{\partial t}}+{\boldsymbol {v}}\cdot {\frac {\partial f}{\partial {\boldsymbol {x}}}}+{\frac {\boldsymbol {F}}{m}}\cdot {\frac {\partial f}{\partial {\boldsymbol {v}}}}=\iint (f'f_{1}'-ff_{1})g\mathrm {d} \Omega \mathrm {d} {\boldsymbol {v_{1}}}}
ただし、ここでは 速度がそれぞれ v, v1 である2粒子が衝突してそれぞれ v′, v′1 になったとし、
{\displaystyle f\equiv f({\boldsymbol {v}},{\boldsymbol {r}},t),f_{1}\equiv f({\boldsymbol {v}}_{1},{\boldsymbol {r}},t),f'\equiv f({\boldsymbol {v}}',{\boldsymbol {r}},t),f_{1}'\equiv f({\boldsymbol {v}}_{1}',{\boldsymbol {r}},t)}
と略記してある。また g は衝突する2個の粒子の相対速度 g = v1 − v の大きさで、dΩ は衝突の微分断面積を表していて、2粒子間にはたらく力と相対位置を決めれば定まる量である。
ボルツマン方程式は1872年にボルツマンによって導入され、彼のH定理の証明に用いられた。またこの方程式は気体の輸送現象などを扱う気体分子運動論の基礎方程式として極めて重要である。

### ブラソフ方程式
プラズマにおいてはそれを構成する荷電粒子間の相互作用は主として荷電粒子の集団運動に起因する電磁場の作用を通して働き、個々の粒子間の衝突の効果はそれに比べるとはるかに小さい。そこで運動論的方程式において右辺の衝突項を 0 とおき、かつ外力 F は粒子の集団運動による電磁場の作用を含むとした式がよい近似で成り立つ。
右辺を 0 と置いた運動論的方程式を無衝突ボルツマン方程式 (collisionless Boltzmann equation) と呼ぶ。そして荷電粒子の集団運動がつくる電磁場を速度分布関数から定める式と無衝突ボルツマン方程式とを連立させて得られる閉じた方程式系をブラソフ方程式 (Vlasov equation) と言う。典型的な例としてはプラズマ振動が挙げられる。ブラソフ方程式は1945年にプラズマ振動の議論を目的にブラソフ (A.A.Vlasov) によって初めて導入され、プラズマの性質をもっとも適切に表現する方程式として広く用いられている。ただし、流体方程式が最大3次元なのに対しブラソフ方程式は最大6次元となり、特に数値計算において扱いが難しくなるため、問題に応じて2流体方程式やMHD方程式等のより簡便な方程式も用いられている。
プラズマの基本的性質はブラソフ方程式で定まるが、一方でその結果に対して荷電粒子間の衝突がどのような補正を与えるかを調べるために、簡便な緩和型衝突項をはじめとする精粗さまざまな衝突項が提案され使われている。

## その他の拡張
ボルツマン方程式は、2体弾性衝突を記述した方程式であるが、ここで弾性を非弾性に変更すれば、2体衝突が非弾性衝突をする系を記述する非弾性ボルツマン方程式を得る。これは、まさに、粉体気体 (Granular Gas) と呼ばれる、ソフトマターの集団現象を記述する。この粉体気体を記述する、非弾性ボルツマン方程式の性質は、多くの論文があるので、各自調べてみると面白い。
一方、衝突する2体粒子の運動がともに相対論的速度であり、時空が平坦な場合は、ボルツマン方程式は、特殊相対論的ボルツマン方程式として記述される。勿論、時空が曲がっていれば、一般相対論的ボルツマン方程式として記述される。特殊相対論的ボルツマン方程式の性質は、Ju:ttnerにより20世紀初頭から調べられていたが、最近では、クォーク・グルーオン・プラズマの研究が進み、相対論的流体力学方程式への関心の高まりとともに、近年、再注目されている。一方、一般相対論的ボルツマン方程式は、時空の計量の発展方程式であるアインシュタイン方程式と連立して解くことが必要となる。この他にも、粒子の量子状態を変数とした分布関数の2体衝突による量子状態遷移を記述した、Wang-Chang-Uhlenbeck方程式は、衝突による化学反応に直結した重要な方程式であり、粒子の量子性を考慮した、Boltzmann-Nordheim (Uehling-Uhlenbeck) 方程式は、フェルミ・ディラック統計かボーズ・アインシュタイン統計を熱平衡解として持つ。また他にも、分布関数をクリモントビッチの分布関数で書き直した、確率論的ボルツマン方程式 (Stochastic Boltzmann equation) から、直接揺動散逸定理を導くことができる。さらに、熱平衡をツァリス統計とした q-Boltzmann 方程式も考案され、その数学的性質が議論されている。以上は、2体衝突系の運動論方程式であったが、この他にも、格子ボルツマン法で重要な BGK(Bhatnagar-Gross-Krook) モデルやランダウ・フォッカー・プランク方程式といった方程式も運動論方程式と呼ばれる。

## 社会科学への応用
20世紀後半から、社会物理学が隆起すると、社会における各エージェントの運動をモデル化して、そのミクロな性質をマクロに還元するには、運動論が重要であるとの見識が、Dirk Helbing (ETH)らにより確立された。そこで、意見形成、株価の変動、資産の変動、群れの挙動といった問題を運動論方程式から定式化し議論しようとする動きが出てきている。今後、運動論方程式は、このような社会科学の分野でも活発に利用されるであろう。一方で、社会におけるエージェントの動きは、2体衝突より複雑な場合が多いために、運動論方程式のメソな情報から如何にマクロな挙動を説明するかは、数学的にとても難しい側面がある。